# حاسي الفريد

حاسي الفريد إحدى مدن الجمهورية التونسية، تقع في ولاية القصرين. هي مركز معتمدية بنفس الإسم، وبلغ عدد سكانها 16890 ساكن في سنة 2004. وتمسح 752 كم2.

## المواقع الأثرية
على بُعد 14 كلم غرب معتمدية حاسي الفريد تقع منطقة «عين سيدي محمود» التي تحتوي على معالم أثرية رومانية وبيزنطية كما أنّ هذه الآثار قريبة جدا من التجمع السكني لقرية عين سيدي محمود وهناك عديد النُصب الأثرية الموجودة وراء المدرسة الابتدائية مباشرة.
توجد حفريات على شكل "مطامير" ومن أبرز المعالم الأثرية الموجودة في هذه المنطقة نجد المعابد والحمامات بالإضافة إلى مقبرة أثرية تمتدّ على مساحة شاسعة، وأيضا منطقة الزاطلي والتي تعرف هي الأخرى بمعالمها الأثرية المتنوعة مع العلم أنّ الزخرفة الموجودة على هذه الآثار شبيهة بالتي توجد في سبيطلة وخاصة الشكل الخارجي لمعبد الثالوث المقدس عند الرومان والموجود في سبيطلة ووجود الحمامات والمقبرة دليل على ذلك ولكن الملاحظ أنّ جميع هذه الآثار آيلة للسقوط وتحتاج لترميم في أقرب وقت فهذه المواقع الأثرية لا تزال مهملة ولم تلق الاهتمام المطلوب لاكتشاف أسرارها وجعلها قبلة للسياح.

## مواضيع ذات علاقة
- ولاية القصرين